# Conochares interruptus
Conochares interruptus là một loài bướm đêm trong họ Noctuidae.